# Plan
|  | Aquest article tracta sobre el municipi aragonès. Vegeu-ne altres significats a «Plan (Isèra)». |

Plan és un municipi aragonès situat a la província d'Osca i enquadrat a la comarca del Sobrarb. Aquest poble es va fer famós a la dècada de 1980 quan per evitar la despoblació va organitzar diverses caravanes de dones per tal que trobessin marit al poble. La idea va tenir un èxit relatiu i va ser copiada a diversos indrets.
El municipi forma part de la zona del Port de Otal-Cotefablo, Lloc d'Importància Comunitària.

## Entitats de població
- Saravillo. Llogaret situat a 950 metres sobre el nivell de la mar, entre Punta Llerga i l'Entremón. L'any 1991 tenia 74 habitants.[1]